# أولاد يعقوب
أولاد يعقوب هم إحدى قبائل بني سليم و إحدى قبائل الجنوب التونسي وهم بنو يعقوب بن عبد الله بن كثير بن حرقوص بن فائد ويصل نسبهم إلى حكيم من علاق بن عوف بن بهثة بن سليم ، كان مجال ظعنهم يمتد على مناطق شاسعة بالجنوب غير أن مستقرهم ونقطة ارتكازهم بمنطقة نفزاوة وتحديدا بقرية نقة. وفي نهاية القرن التاسع عشر، استقرت بعض عروشهم بكل من قبلي حيث يحمل الحي الذي يقطنونه إلى حد الآن اسمهم، كما استقر عدد آخر منهم بدوز وبعدد من القرى ألأخرى بالمنطقة...
عرف أولاد يعقوب ببأسهم وفروسيتهم في كل مناطق الجنوب حيث كانوا في القرن التاسع عشر يؤمنون حماية بعض القرى والعروش الصغيرة. وفي حين قاوم البعض من أولاد يعقوب انتصاب الحماية ومن أشهرهم علي بوعلاق عمل عدد منهم في الإدارة الاستعمارية ومن أهمهم القائد سعيد بن نصر وإبنه نصر بن سعيد الذي توزّر في آخر عهد الحماية بين أوت 1954 وسبتمبر 1955.